# نهائي كأس فرنسا 2024
نهائي كأس فرنسا 2024 (بالفرنسية: Coupe de France final 2024) هي مباراة كرة القدم الختامية لتحديد الفريق الفائز في مسابقة كأس فرنسا 2023–24، ضمن الموسم السابع بعد المائة من مسابقات كأس فرنسا لكرة القدم بين ليون وباريس سان جيرمان، نظرًا لأعمال الصيانة والتطوير القائمة في ملعب فرنسا من أجل الاستعداد لإستضافة أحداث الألعاب الأولمبية والألعاب البارالمبية، تم نقل المباراة النهائية إلى ملعب بيار موروا في فيلينوف داسك. كانت هذه هي المرة الأولى في تاريخ المسابقة التي تُقام فيها نهائيات خارج منطقة باريس، حيث أُقيمت جميع النهائيات السابقة في باريس أو ضواحيها القريبة. أقيمت المباراة النهائية مساء يوم السبت 25 مايو 2024 على ملعب بيار موروا، فاز باريس سان جيرمان على ليون 2-1 ليحصد لقب كأس فرنسا للمرة الخامسة عشرة في تاريخه ويكمل الثلاثية المحلية بكأس السوبر الفرنسي وبطولة الدوري الفرنسي.
تأهل نادي ليون إلى النهائي لأول مرة منذ اثني عشر عامًا بعد فوزه على نادي فالنسيان من الدرجة الثانية بنتيجة 3-0 في نصف النهائي، وكان آخر فوز له في كأس فرنسا يعود إلى نهائي كأس فرنسا 2012. يعتبر هذا نهائي كأس فرنسا التاسع الذي يصل إليه ليون، وحقق اللقب أعوام 1964، 1967، 1973، 2008، 2012؛ فيما خسر نهائي أعوام 1963، 1971، 1976. فيما وصل باريس سان جيرمان إلى النهائي، متغلبًا على رين في نصف النهائي على ملعب بارك دي برانس، بفضل هدف من قائده كيليان مبابي. تعتبر هذه هي المشاركة العشرين لباريس سان جايرمان في نهائي الكأس، حيث سبق له تحقيق اللقب 14 مرة، يذكر بأنه قد سابق وأن التقى نادي ليون وباريس سان جيرمان في نهائي كأس فرنسا 2008، وانتهت المباراة بفوز نادي ليون بهدف دون مقابل بفضل هدف سجله سيدني غوفو في الدقيقة 102 من الوقت الإضافي.

## الطريق إلى النهائي
| الخصم                                                                       | نتيجة               | الجولة               | الخصم         | نتيجة   |
| بونتارلييه                                                                  | 3–0 (خ)             | دور الرابع والستين   | ريفيل         | 9–0 (خ) |
| بيرجوراك بيريغور                                                            | 2–1 (خ)             | دور الثاني والثلاثين | أورليانز      | 4–1 (خ) |
| ليل                                                                         | 2–1 (د)             | دور الستة عشر        | ستاد بريست 29 | 3–1 (د) |
| ستراسبورغ                                                                   | 0–0 (3–2 ركلة.) (د) | ربع النهائي          | نيس           | 3–1 (د) |
| فالنسيان                                                                    | 3–0 (د)             | نصف النهائي          | رين           | 1–0 (د) |
| ملاحظة: تشير الرموز (د) = داخل الديار ; (خ) = خارج الديار; (م) = ملعب محايد |                     |                      |               |         |

### أولمبيك ليون
ضمن مواجهات الدور 64 من كأس فرنسا تغلب نادي أولمبيك ليون على نادي بونتارلييه في كأس فرنسا بنتيجة 3-0. ضمن المباراة التي أُقيمت على ملعب ليو لاغرانج في بيزانسون. سجّل أهداف ليون كلٌ من ماتيس تشيركي في الشوط الثاني، وأجرز كل من أينسلي مايتلاند نيلز، وألكسندر لاكازيت هدفي المباراة الثاني والثالث بداية الشوط الثاني،
بعد تأهل نادي ليون إلى الجولة التالية لعب أولمبيك ليون ضد نادي بيرجيراك بيريغورد في الدور 16 من مسابقة كأس فرنسا، انتهت بفوز ليون بنتيجة 2-1. سجل هدفي ليون ماليك فوفانا في الدقيقة 37 من الشوط الأول وماكسانس كاكيري في الدقيفة 78 من الشوط الثاني، بينما سجل رومان إسكاربيت هدفًا لبيرجيراك الوحيد الذي أضطر لإكمال المباراة بعشرة لاعبين بعد حالة الطرد المباشر بطاقة حمراء للاعب بيرجيراك بيريغورد كريستيان جيبواهو.
وتمكن نادي ليون من التأهل إلى ربع نهائي كأس فرنسا بعد تغلبه على ضيفه نادي ليل بنتيجة 2-1 ضمن المباراة التي لعب بوسط حضور جماهير تجاوز 20 ألف متفرج على أرضية ملعبه بارك أولمبيك ليون، ليتأهل لدور الثمانية لكأس فرنسا. وأنهى ليون الشوط الأول متقدما بهدف سجله جيفت أوربان في الدقيقة 40. وضاع النتيجة لأولمبيك ليون عن طريق ماتيس تشيركي، من جانبه تمكن ألكسندرو دي سوزا ريبيرو من تقليض النتيجة لنادل ليل بعد عشرة دقائق من الشوط الثاني
واصل ليون طريقه بقيادة مدربه الثالث هذا الموسم بيار ساج بعد المدرب الفرنسي لوران بلان والإيطالي فابيو غروسو، واستلم بيار ساج فترته التدريبة في 30 نوفمبر 2023 وشق طريقه بالقريق إلى نصف نهائي مسابقة كأس فرنسا لكرة القدم للمرة الرابعة في آخر خمسة مواسم، بفوزه صعب على ضيفه ستراسبورغ بركلات الترجيح 4-3 بعد تعادلهما السلبي في الوقت الأصلي. تأهل ليون إلى نهائي كأس فرنسا الثلاثاء بنتيجة 3-0 على حساب نادي فالنسيان، صاحب المركز الأخير في دوري الدرجة الثانية، بفضل هدفين من ألكسندر لاكازيت وضاع النتيجة غيفت أوربان
قبل نهاية مباراة اتسمت على الأرجح بجدل بشأن التحكيم ونظام حكم الفيديو المساعد، من خلال استقباله عرضية من ماثيس تشيركي بعد دخولها كلاعبين بديلين في الدقيقة 73 من الشوط الثاني، بذلك تجاوز ليون مباراة نصف النهائي التي اعتبرت سهلة ضد فريق مصيره الهبوط إلى الدرجة الثالثة، بعد فوزين فقط في ثلاثين مباراة وأحدى عشر حالة تعادل، لتأهل بهذه النتيجة للمرة التاسعة في تاريخه إلى نهائي المسابقة.

### باريس سان جيرمان

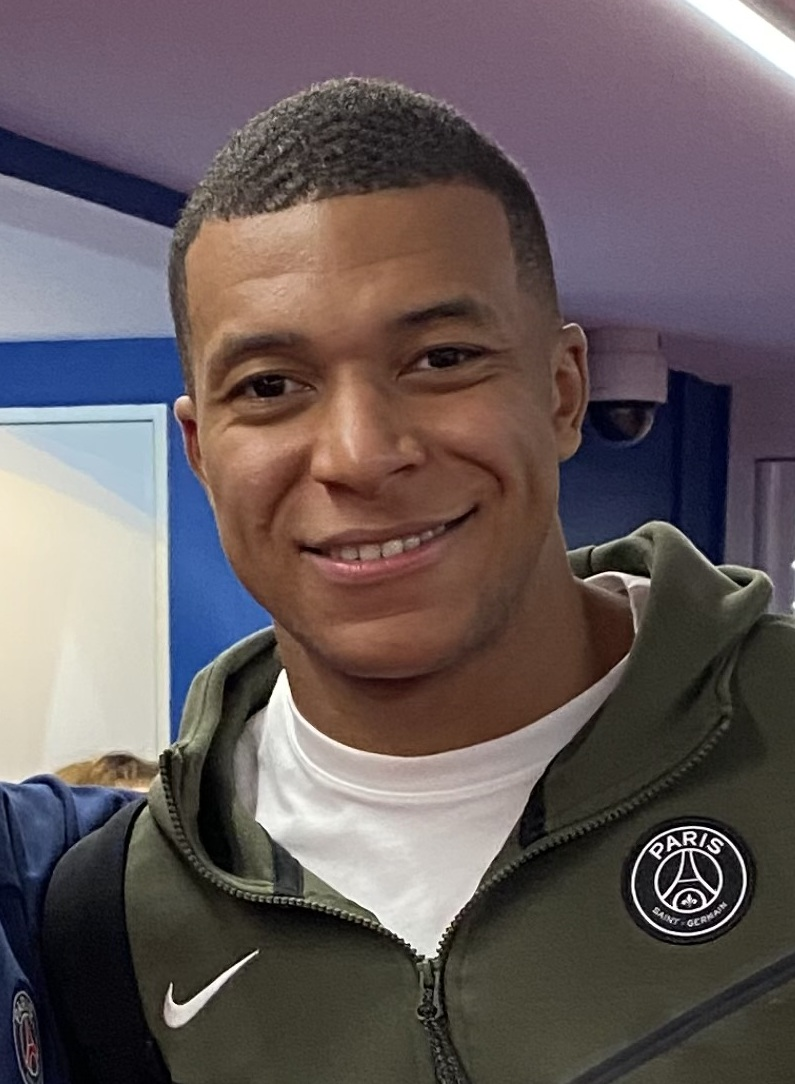
كليان مبابي نجم نادي باريس سان جيرمان

بدء نادي باريس سان جيرمان مشواره في المسابقة بفوزه الكاسح على مضيفه نادي ريفيل بتسعة أهداف دون مقابل، افتتح كيليان مبابي التسجيل في الربع الساعة الأول من المباراة بعد تلقيه تمريرة من كارلوس سولير، ليستلم الكرة ويُسكنها في الشباك. وجاء الهدف الثاني في الدقيقة 38 بعدما سجل نجوسان لاعب ريفيل خطاً في مرماه، وعزز نتيجة الفريق الباريسي عن طريق اللاعب ماركو أسينسيو بإحرازه الهدف الثالث في الدقيقة 43 بعد متابعة تمريرة زميله سولير، وعاد مبابي ليسجل ثاني أهدافه في المباراة والرابع لفريقه في الدقيقة 45 بضربة رأسية من متابعة لتمريرة ساحرة من أسينسيو بالكعب، وأكمال مبابي الهاتريك الخاص به في الدقيقة 48. وعزز البرتغالي جونتشالو راموس من تقدم الباريسيين بتسجيله الهدف السادس في الدقيقة 71 من ركلة جزاء. وأحرز راندال كولو مواني الهدف السابع لفريقه في الدقيقة 76 من الشوط الثاني، قبل أن يسجل الإيطالي الشاب ندور الهدف الثامن بتسديدة من على خارج منطقة الجزاء.
وتجاوز نادي باريس سان جيرمان دور 32 ضمن مسابقة كأس فرنسا بتألق لاعبه كيليان مبابي هدفين ويصنع مثلهما ليقود باريس سان جيرمان للفوز 4-1 على أورليانز من الدرجة الثالثة والوصول إلى دور الستة عشر في كأس فرنسا. تمكن مبابي من افتتاح النتيجة في الدقيقة 16 بعد تمريرة حاسمة من زميله في المنتخب الفرنسي راندال كولو مواني، عاود التسجيل مرة آخرى من ركلة جزاء في الدقيقة 62 بعد حالة لمسة يد داخل منطقة الجزء، بهذا الهدف رفع رصيده إلى 28 هدفًا في 26 مباراة هذا الموسم ومعززًا رقمه القياسي مع النادي إلى 240 هدفًا. في الدقيقة 71 من الشوط الثاني أرسل مبابي تمريرة عرضية من اليسار إلى جونكالو راموس ليحرز ثالث أهداف الفريق، بعد أن قلص اللاعب نيكولاس سابنت روف لصالح نادي أورليانز الفارق في الدقيقة 86 من ركلة ركنية، مرر مبابي كرة إلى لاعب الوسط البديل سيني مايولو ليسجل رابع الأهداف في الدقائق الأخيرة في الوقت الأصلي من المباراة.
تأهل باريس سان جيرمان إلى ربع نهائي كأس فرنسا بفوزه 3-1 على نادي بريست ويوسع سلسلة مبارياته الخالية من خسارة إلى 15 مباراة، بدأت المباراة بسيطرة بريست على ملعب بارك دي برانس قبل أن يستقبل هدفًا عكس سير اللعب. حيث سددوا كرة اصطدمت بالقائم، وفتتح كيليان مبابي التسجيل في المباراة في الدقيقة 34 من الشوط الأول، محرزاً هدفه الثلاثين هذا الموسم وسط أخبار متداوله حول احتمال رحيله للانضمام إلى ريال مدريد بعد انتهاء عقده في نهاية يونيو 2024، بعد تمرير برادلي لوكو الكرة إلى عثمان ديمبيلي على الجانب الأيسر من منطقة الجزاء وبعد ذلك مرر وارن زائير إيمري الكرة إلى مبابي الذي افتتح التسجيل بتسديدة قوية بالقدم اليمنى سكنت الشباك من زاوية ضيقة عند القائم البعيد. مع استمرار حالة الضغط من قبل لاعبي بريست استقبل الفريق للمرة الثانية بعد ثلاث دقائق هدفاً ثانيا عندما سجل دانيلو بيريرا الهدف بعد تمريرة حاسمة من ديمبيلي. وأهدر مبابي فرصة زيادة النتيجة بداية الشوط الثاني مباشرة بعد هجمة مرتدة حيث سدد كرة ارتطمت بالعارضة. وعاد فريق بريست من غرفة الملابس بمعنويات أفضل، ومنح هدف ستيف مونيي بضربة رأسه في الدقيقة 65، أمل في العودة ومزيد من التشويق للمباراة. لكن ترجعت معنويات بريست في مواصلة الصحوة بعد تعرضه لحالة طُرد ليليان براسييه بعد تدخله الخطير على مبابي في الدقيقة 69 من الشوط الثاني، بعشرة لاعبين حسم غونسالو راموس فوز لباريس سان جيرمان في الوقت بدل الضائع ومحرزا ثالث أهداف الفريق ويتأهل الفريق للجولة التالية.
بفوز سهل تأهل باريس سان جيرمان على نيس بنتيجة 3-1 ليضمن مكانه في الدور نصف النهائي من كأس فرنسا، ومنح مبابي التقدم لأصحاب الأرض في الدقيقة 14، بعدما مرر الكرة بين ساقي حارس نيس مارسين بولكا بعد تبادل رائع للكرة مع فابيان رويز، وضاعف باريس سان جيرمان تقدمه في الدقيقة 33 عندما مرر بولكا الكرة إلى الجناح عثمان ديمبيلي لتتجه إلى رويز الذي وضعها بهدوء في المرمى الخالي. وبعد أربع دقائق نجح نيس في تقليص الفارق عندما انطلق جيريمي بوجا ببراعة داخل منطقة الجزاء ووصلت الكرة إلى جايتان لابورد الذي سددها في الشباك، لكن تمكن لوكاس بيرالدو من حسم الفوز لصالح باريس سان جيرمان عندما سجل برأسه في الدقيقة 60 في الشوط الثاني ضمن بمباراة شهدت توقفاً طويلا بعد دقائق من الهدف، حيث تعرض مارسين بولكا لإصابة في الأنف استدعت العلاج وتغيير قميص حارس المرمى.
بفوز صعب في نصف النهائي كيليان مبابي يقود باريس سان جيرمان إلى نهائي كأس فرنسا على نادي ستاد رين بهدف دون مقابل، وبدا أن باريس سان جيرمان السيطرة في طريقه لكسر حالة التعادل وانتزاع التقدم في وقت مبكر من المباراة لكن تمكن حارس المرمى ستيف مانداندا من أحبط محاولات باريس سان جيرمان وأنقذ ركلة جزاء من مبابي في الدقيقة 37، لكن عاود مبابي المهاجم البالغ من العمر 25 عاما افتتح التسجيل بعد ثلاث دقائق، مستغلا تمريرة من فابيان رويز، وحرزاً هدفه الثامن في البطولة وسط حضور جماهيري كبير في ملعب بارك دي برانس.

## المباراة
يدخل باريس سان جيرمان المباراة باعتباره المرشح الأبرز للفوز، معتمداً على نجمه المهاجم كيليان مبابي لتحقيق اللقب، بالنسبة لليون يغتبر ألكسندر لاكازيت المهاجم الذي يعتمد عليه الفريق لتسجيل الأهداف. ويضع ثقته في ديان لوفرين في خط الدفاع لمنع مبابي من استمراره في هز الشباك.

### تفاصيل المباراة
تغلب باريس سان جيرمان على أولمبيك ليون في نهائي كأس فرنسا بفضل هدفين في الشوط الأول من عثمان ديمبيلي وفابيان رويز لينهي الموسم بثلاثية محلية في مباراة وداع كيليان مبابي، سيطر بطل الدوري الفرنسي وكأس السوبر الفرنسية على الشوط الأول في ملعب بيير موروا في ليل ليضمن لقبه الخامس عشر في الكأس، وهو رقم قياسي، والأول منذ 2021، وضع ديمبيلي باريس سان جيرمان في المقدمة في 23 دقيقة عندما وجدته تمريرة نونو مينديز غير مراقب داخل منطقة الست ياردات ليحولها برأسه في المرمى بهدوء، وضاعف رويز التقدم بتسديدة من زاوية ضيقة في المحاولة الثانية. فيما تمكن ليون من تقليص الفارق بعد مرور عشر دقائق من الشوط الثاني بفضل ضربة رأس من جيك أوبراين بعد ركلة ركنية لتسكن مرمى حارس باريس سان جيرمان جيانلويجي دوناروما.
| ليون        | 1–2   | باريس سان جيرمان         |
| ----------- | ----- | ------------------------ |
| أوبراين 55' | تقرير | 22' ديمبيلي · 34' فابيان |

| ليون | باريس سان جيرمان |

| GK       | 23 | لوكاس بيري           |       |     |
| RB       | 22 | كلينتون ماتا         |       | 73' |
| CB       | 12 | جيك أوبراين          |       |     |
| CB       | 55 | دويه كاليتا-كار      | 45+2' |     |
| LB       | 3  | نيكولاس تاغليافيكو   | 88'   |     |
| DM       | 31 | نيمانيا ماتيتش       |       | 86' |
| CM       | 6  | ماكسينس كاكيريت      |       |     |
| CM       | 8  | كورينتين توليسو      |       | 74' |
| RW       | 18 | ريان شرقي            |       | 67' |
| CF       | 10 | ألكسندر لاكازيت (c)  |       |     |
| LW       | 17 | سعيد بن رحمة         |       | 74' |
| البدلاء: |    |                      |       |     |
| GK       | 1  | أنتوني لوبيز         |       |     |
| DF       | 14 | أدريلسون             |       |     |
| DF       | 21 | هنريك                |       |     |
| MF       | 25 | أوريل مانجالا        |       | 74' |
| MF       | 98 | إينسلي مايتلاند نيلز |       | 73' |
| FW       | 7  | ماما بالدي           |       | 86' |
| FW       | 9  | غيفت أوربان          |       |     |
| FW       | 11 | ماليك فوفانا         |       | 74' |
| FW       | 37 | إرنست نوواما         |       | 67' |
| المدرب:  |    |                      |       |     |
| بيير ساج |    |                      |       |     |

| GK          | 99 | جانلويجي دوناروما |     |       |
| RB          | 2  | أشرف حكيمي        |     |       |
| CB          | 5  | ماركينيوس (c)     |     |       |
| CB          | 35 | لوكاس بيرالدو     |     |       |
| LB          | 25 | نونو مينديز       |     |       |
| DM          | 17 | فيتينها           |     |       |
| CM          | 33 | وارن زائير إيمري  |     |       |
| CM          | 8  | فابيان رويز       |     |       |
| RW          | 10 | عثمان ديمبيلي     | 88' | 90+2' |
| CF          | 7  | كيليان مبابي      |     |       |
| LW          | 29 | برادلي باركولا    |     | 85'   |
| البدلاء:    |    |                   |     |       |
| GK          | 80 | أرناو تيناس       |     |       |
| DF          | 15 | دانيلو بيريرا     |     |       |
| DF          | 37 | ميلان شكرينيار    |     |       |
| DF          | 42 | يورام زاغي        |     |       |
| MF          | 4  | مانويل أوغارتي    |     |       |
| MF          | 19 | لي كانغ إن        |     | 85'   |
| FW          | 9  | غونسالو راموس     |     |       |
| FW          | 11 | ماركو أسينسيو     |     | 90+2' |
| FW          | 23 | راندال كولو مواني |     |       |
| المدرب:     |    |                   |     |       |
| لويس إنريكي |    |                   |     |       |

| الحكام المساعدون: إروان فنجان مهدي رحموني الحكم الرابع: جيروم بريسارد حكم تقنية الفيديو: باستيان ديشيبي يوهان روينسار حكم مساعد احتياطي: كريستوف مويسيت | قواعد المباراة - مدة المباراة 90 دقيقة مقسمة إلى شوطين مدة كل شوط 45 دقيقة. - تلعب أشواط إضافية من 30 دقيقة مقسومة إلى شوطين مدة كل شوط 15 دقيقة. - تطبق قاعدة ركلات الجزاء الترجيحية في حال استمرار التعادل في الأشواط الإضافية. - تواجد تسعة لاعبين على مقاعد البدلاء. - الحد الأقصى خمسة تبديلات، مع السماح بتبديل سادس في الوقت الإضافي. |